# Malina Krumova
Malina Krumova (née en 1976) est une femme politique bulgare, vice-Première ministre de son pays en 2017 en charge des fonds européens.